# Shōnen Big Comic
 Shōnen Big Comic (週刊少年ビッグコミック Shūkan Shōnen Biggu Komikku?) fue una revista manga quincenal publicada por Shogakukan en  Japón desde 1979 hasta 1987. Desde 1976 hasta 1979, la revista se llamó Manga-kun (マンガくん?) y después se le conoce como Shōnen Big Comics en  1979. 
En  1987, la revista cambia su formato y se titula Weekly Young Sunday. La revista va dirigida a  adolescentes y a un público mayor que  otras revistas de Shogakukan, Weekly Shōnen Sunday.
Muchos de los mangas que aparecen en  Weekly Shōnen Big Comic han sido adaptados a series anime u OVA , incluyendo Esper Mami, Área 88, y Miyuki.

## Obras

### Era Manga-kun
Las series marcadas con ♣ aparecen en el primer artículo.
- Bīdama Shachō, por Kimio Yanagisawa ♣
- Burai the Kid, por Go Nagai ♣
- Esper Mami, por Fujiko F. Fujio ♣
- Jyoji-kun, por Yoshio Surugu ♣
- Kokoroman, por George Akiyama ♣
- Kuru Kuru Pa! X, por Yuki Hijiri
- Kyūdo-kun, por Shinji Mizushima ♣
- Manga Kenkyūkai, por Shōtarō Ishinomori ♣
- Otoko Konbē, por Mikio Yoshimori ♣
- Propeller 7, por Leiji Matsumoto
- Rabbit-kun, por Tatsuhiko Yamagami
- Saibō Ushi Usshī, por Tatsuo Oda
- Susume! Jets, por Yuki Hijiri
- Tatoru-kun, por Fujio Akatsuka ♣
- Teppengaki Taishō, por Hiroshi Motomiya ♣
- Uchūsen Magellan, por Mitsuteru Yokoyama
- Washi to Taka, por Yū Koyama
- Zero Racer, por Jōya Kagemaru

La revista también presenta una columna no-manga llamada Moving Toys Craft (ムービング・トイズ・クラフト Mūbingu Toizu Kurafuto?) la cual trataba la construcción de juguetes motorizados como carros controlados por radio. La columna estaba patrocinada por Motores Mabuchi y la Corporación Tamiya .

### Era Shōnen Big Comic
- Ai ga Yuku, por Yū Koyama
- Area 88, por Kaoru Shintani
- Cyborg 009, por Shōtarō Ishinomori
- George-kun no Ningen Zukan, por George Tokoro (hablando de sus amigos, pasatiempos, y el mundo de los negocios en Japón)
- Hadashi no Kabe, por Motoka Murakami
- Hatsukoi Scandal, por Akira Oze
- Henkīn Tamaidā, by Go Nagai
- Ichigekiden, por Yasuichi Ōshima
- Jūki Kōhei Xenon, por Masaomi Kanzaki
- Kaze no Saburō, por Yū Koyama
- Miyuki, por Mitsuru Adachi
- Nekketsu! Spectrum Gakuen, por Yuki Hijiri
- Ningen o Koerumono Ein, por Kōichi Iimori
- Seito Donmai, por Hideo Hijiri
- Programa Corto (historias pequeñas), por Mitsuru Adachi
- Sorairo Miina, por Taku Kitazaki
- Tōi Itadaki, por Motoka Murakami
- Tokyo Tanteidan, por Fujihiko Hosono
- War Cry, por Ryūji Ryūzaki
- Yon-chōme Big League, por Yoshimi Kurata

- Datos: Q2293853